# 瓦西里·叶廖明
瓦西里·彼得罗维奇·叶廖明（俄語：Василий Петрович Ерёмин，1943年1月2日—2020年6月30日），俄罗斯海军上将，海军副总司令（1992年－1995年），库兹涅佐夫海军学院院长（1995年－2003年）。

## 生平
1943年1月2日生于坦波夫州邦達里區纳晓基诺村。1967年毕业于伏龙芝高等海军学校。1967年至1971年，历任驱逐舰第2作战部防空连连长、大型反潜舰第3作战部部长。1972年毕业于海军高级指挥人员训练班，历任训练巡洋舰副舰长、61型大型反潜舰“灵敏号”大副、大型反潜舰“红色克里木”号舰长。1977年进入格列奇科海军学院进修。1979年毕业后，任独立导弹舰支队参谋长，1983年升任支队长。1987年，任黑海舰队反潜舰第30总队队长。1989年毕业于总参军事学院，任北方舰队第7战役分舰队司令，1991年任北方舰队第一副司令。1992年任俄罗斯海军副总司令，1994年晋升海军上将。1995年任库兹涅佐夫海军学院院长。2003年退役。2020年6月30日逝世。